# 吉氏海豬魚
吉氏海豬魚，為輻鰭魚綱鱸形目隆頭魚亞目隆頭魚科的其中一種，分布於中西太平洋的印尼海域，棲息深度2-80公尺，體長可達19.3公分，棲息在岩石底質海域，以無脊椎動物為食，生活習性不明。